# Akihiro Satō (ur. 30 sierpnia 1986)
Akihiro Sato (jap. 佐藤 昭大 Sato Akihiro; ur. 30 sierpnia 1986) – japoński piłkarz występujący na pozycji bramkarza. Obecnie występuje w Roasso Kumamoto.

## Kariera klubowa
Od 2005 roku występował w klubach Sanfrecce Hiroszima, Ehime FC, Kashima Antlers i Roasso Kumamoto.